# Pierre Giafferi
Pierre Giafferi est un acteur, auteur, réalisateur et metteur en scène français.

## Biographie
Pierre Giafferi s'est formé à l'Ecole Supérieur d'Etudes Cinématographiques, à la Classe Libre du cours Florent puis au Conservatoire National Supérieur d'Art Dramatique. 
Il joue au théâtre dans les spectacles de Clara Hédouin, Elsa Granat, Jean-Paul Wenzel, Lena Paugam, Antonin Fadinard, Benjamin Porée, Thibaut Wenger, Clément Poirée, Clément Bondu. 
Au cinéma, il a tourné dans les films de Stéphanie Di Giusto, Blandine Lenoir, Sylvain Chomet et Olivier Strauss.
Il est aussi auteur, metteur en scène et réalisateur. Bataille, sa première pièce en tant qu'auteur, a reçu les encouragements d'ARCENA en 2016. Il crée dans la foulée la compagnie Bataille. En 2022, il crée sa deuxième pièce Toranda Moore aux Plateaux Sauvages. 
Depuis 2018, il réalise plusieurs courts métrages : On reviendra l'été, Corrida, Désert. En 2020, il est sélectionné à la résidence d'écriture de long métrage Sofilm de genre avec Bleu Azer et crée avec Clément Bondu le groupe de productions cinématographiques Ce beau hasard. 
En 2021, il commence l'écriture de son premier long-métrage. Son dernier court-métrage À nos fantômes produit par Yukunkun productions et le CNSAD est sélectionné dans plusieurs festivals et sera diffusé sur OCS en 2022.

## Théâtre
Acteur
- 2007 : L'Épouvantail, d'après Garry Michael White (en), co-mise en scène avec Stanley Weber
- 2008 : Le Chevalier de la lune ou Sir John Falstaff, co-mise en scène avec Stanley Weber
- 2009 : Si près de Ceuta, écrit et mis en scène par Pierre Niney
- 2009 : Le Dindon de Georges Feydeau, mise en scène de Fanny Sidney
- 2009 : César, Fanny, Marius d'après Marcel Pagnol, mise en scène de Francis Huster
- 2010 : Lorenzaccio d'Alfred de Musset, mise en scène de Jean-Pierre Garnier
- 2011 : Andromaque de Racine, mise en scène de Benjamin Porée, Théâtre de Vanves
- 2012 : La Nuit italienne d'Ödön von Horváth, mise en scène de Jean-Paul Wenzel
- 2012 : Platonov d'Anton Tchekhov, mise en scène de Benjamin Porée, Théâtre de Vanves
- 2014 : Homme pour homme de Bertolt Brecht, mise en scène de Clément Poirée, Théâtre de la Tempête
- 2014 : Partage de midi de Paul Claudel, mise en scène de Sterenn Guirriec
- 2015 : La Cerisaie de Tchekhov, mise en scène de Thibaut Wenger, au Théâtre Varia, à Bruxelles
- 2015 : Villa Maria, de Julien Drion, mise en scène de Julien Drion, Théâtre de la Loge
- 2016 : Trilogie du revoir de Botho Strauss, mise en scène de Benjamin Porée, Théâtre des Gémeaux et tournée
- 2016: Torino de Clémence Weil, mise en scène d'Antonin Fadinard, Lynceus Festival
- 2016: Les cœurs tétaniques de Sigrid Carré-Lecoindre, mise en scène Lena Paugam, T2G et Théâtre National de Bretagne
- 2016: Les Sidérées de Antonin Fadinard, mise en scène Lena Paugam, T2G et Théâtre National de Bretagne
- 2017: Babylone - Les murs d'Argile de Antonin Fadinard, mise en scène Sébastien Depommier
- 2018: Antigone 82 d'après le Quatrième de Chalandon, mise en scène de Jean-Paul Wenzel, MC2 Grenoble et tournée
- 2019: Notre petite ville de B., de Lucie Digout, mise en scène de Julie Bertin
- 2020: V.I.T.R.I.O.L de Elsa Granat
- 2021: Que ma joie demeure, adapté du roman de Jean Giono, mise en scène de Clara Hédouin

Auteur
- 2016: Bataille
- 2020: Toranda Moore

Metteur en scène
- 2007 : L'Épouvantail, d'après Garry Michael White (en), co-mise en scène avec Stanley Weber
- 2008 : Le Chevalier de la lune ou Sir John Falstaff, co-mise en scène avec Stanley Weber
- 2013: Les Mains Négatives, d'après Marguerite Duras, Lewis Center New York
- 2014: Nuits blanches, d'après Dostoïevski, Théâtre de Vanves
- 2022: Toranda Moore, Plateaux Sauvages, Lynceus Festival

## Filmographie

### Cinéma
Auteur-Réalisateur
- 2018:  On reviendra l'été de Pierre Giafferi, Yukunkun Productions
- 2019:  Corrida de Pierre Giafferi, Yukunkun productions, Ce Beau Hasard
- 2020:  Désert de Pierre Giafferi, Ce Beau Hasard
- 2021: À nos fantômes de Pierre Giafferi, Yukunkun productions, CNSAD

Acteur
- 2010 : Qu'est-ce qu'on fait ?, court-métrage de André Cavaillé
- 2010 : Monsieur l'Abbé, court métrage de Blandine Lenoir, nomination César 2011
- 2010 : Qui a envie d'être aimé ?, long-métrage de Anne Giafferi
- 2013 : Ce que nous voulons, court-métrage de Aurélien Peilloux
- 2015:  La danseuse, long-métrage de Stéphanie Di Giusto
- 2016 : Merci Monsieur Imada, court métrage de Sylvain Chomet
- 2016:  Aurore, long-métrage de Blandine Lenoir
- 2019: La nuit m'appelle de Olivier Strauss

## Distinction
- 2016 : ADAMI-Talents Cannes 2016, avec Merci Monsieur Imada de Sylvain Chomet[1].